# Виборчий округ 62
Виборчий округ 62 — виборчий округ в Житомирській області. В сучасному вигляді був утворений 28 квітня 2012 постановою ЦВК №82 (до цього моменту існувала інша система виборчих округів). Окружна виборча комісія цього округу розташовується в приміщенні Житомирської міської ради за адресою м. Житомир, майдан ім. С. П. Корольова, 4/2.
До складу округу входять Корольовський район і частина Богунського району (територія між проспектом Незалежності і проспектом Миру з однієї сторони та річкою Кам'янка з іншої сторони, квартали прилеглі до проспекту Миру із північної сторони) міста Житомир. Виборчий округ 62 оточений округом 67 з усіх сторін, тобто є анклавом. Виборчий округ №62 складається з виборчих дільниць під номерами 181338-181372, 181382-181386, 181388-181389 та 181399-181460.

## Народні депутати від округу
| Ім'я                           | Фото | Партія               | Скликання | Дата набуття повноважень | Дата припинення повноважень |
| ------------------------------ | ---- | -------------------- | --------- | ------------------------ | --------------------------- |
| Зубко Геннадій Григорович      |      | Батьківщина          | 7-ме      | 12 грудня 2012           | 27 листопада 2014           |
| Розенблат Борислав Соломонович |      | Блок Петра Порошенка | 8-ме      | 27 листопада 2014        | 29 серпня 2019              |
| Герасименко Ігор Леонідович    |      | Слуга народу         | 9-те      | 29 серпня 2019           |                             |

## Результати виборів

### Парламентські

#### 2019
Кандидати-мажоритарники:
- Герасименко Ігор Леонідович (Слуга народу)
- Леонченко Наталія Петрівна (Опозиційна платформа — За життя)
- Гундич Ігор Петрович (самовисування)
- Розенблат Борислав Соломонович (самовисування)
- Кізін Сидор Васильович (Свобода)
- Купчинський Богдан Борисович (Батьківщина)
- Цимбалюк Любов Володимирівна (самовисування)
- Циганчук Наталія Антонівна (самовисування)
- Пешко Анатолій Володимирович (самовисування)
- Грамотенко Олег Олександрович (самовисування)
- Борщівський Віктор Михайлович (самовисування)
- Артьомов Сергій Миколайович (Воля)
- Череднік Микола Валерійович (самовисування)
- Ткаченко Борис Ігорович (самовисування)
- Сапіцький Сергій Володимирович (Опозиційний блок)
- Недільський Володимир Володимирович (самовисування)
- Коцюбко Олександр Петрович (самовисування)
- Герговський Антон Юрійович (самовисування)

#### 2014
Кандидати-мажоритарники:
- Розенблат Борислав Соломонович (Блок Петра Порошенка)
- Чиж Наталія Михайлівна (Самопоміч)
- Величко Олександр Юлійович (Громадянська позиція)
- Циганчук Наталія Антонівна (Радикальна партія)
- Дебой Володимир Михайлович (самовисування)
- Онопрієнко Валерій Васильович (самовисування)
- Янушевич Людмила Петрівна (Батьківщина)
- Умінський Олег Феліксович (самовисування)
- Бобер Юрій Григорович (самовисування)
- Кропачов Дмитро Ігорович (Сила людей)
- Ткач Володимир Леонідович (самовисування)
- Щербаков Василь Борисович (самовисування)
- Ткаченко Інна Петрівна (Комуністична партія України)
- Защитніков Олександр Миколайович (Опозиційний блок)
- Антонюк Леонід Олександрович (самовисування)
- Пархомчук Ольга Олексіївна (самовисування)
- Оніщук Олександр Васильович (самовисування)
- Самборський Юрій Анатолійович (Сильна Україна)
- Коцюбко Олександр Петрович (самовисування)
- Геворгян Сурен Людвигович (самовисування)
- Федірко Андрій Володимирович (самовисування)
- Вітенко Олександр Олександрович (Справедливість)
- Ткачук Роман Степанович (Ліберальна партія України)
- Балай Сергій Євгенович (самовисування)

#### 2012
Кандидати-мажоритарники:
- Зубко Геннадій Григорович (Батьківщина)
- Рижук Сергій Миколайович (Партія регіонів)
- Умінський Олег Феліксович (самовисування)
- Заславський Михайло Віталійович (самовисування)
- Савенко Микола Миколайович (самовисування)
- Коцюбко Олександр Петрович (самовисування)
- Горкуша Михайло Андрійович (Україна — Вперед!)
- Афонін Віктор Тимофійович (самовисування)
- Камінський Іван Анатолійович (самовисування)
- Мирний Володимир Вікторович (Ліберальна партія України)
- Туманов Володимир Михайлович (самовисування)

## Явка
Явка виборців на окрузі: